# Misérd

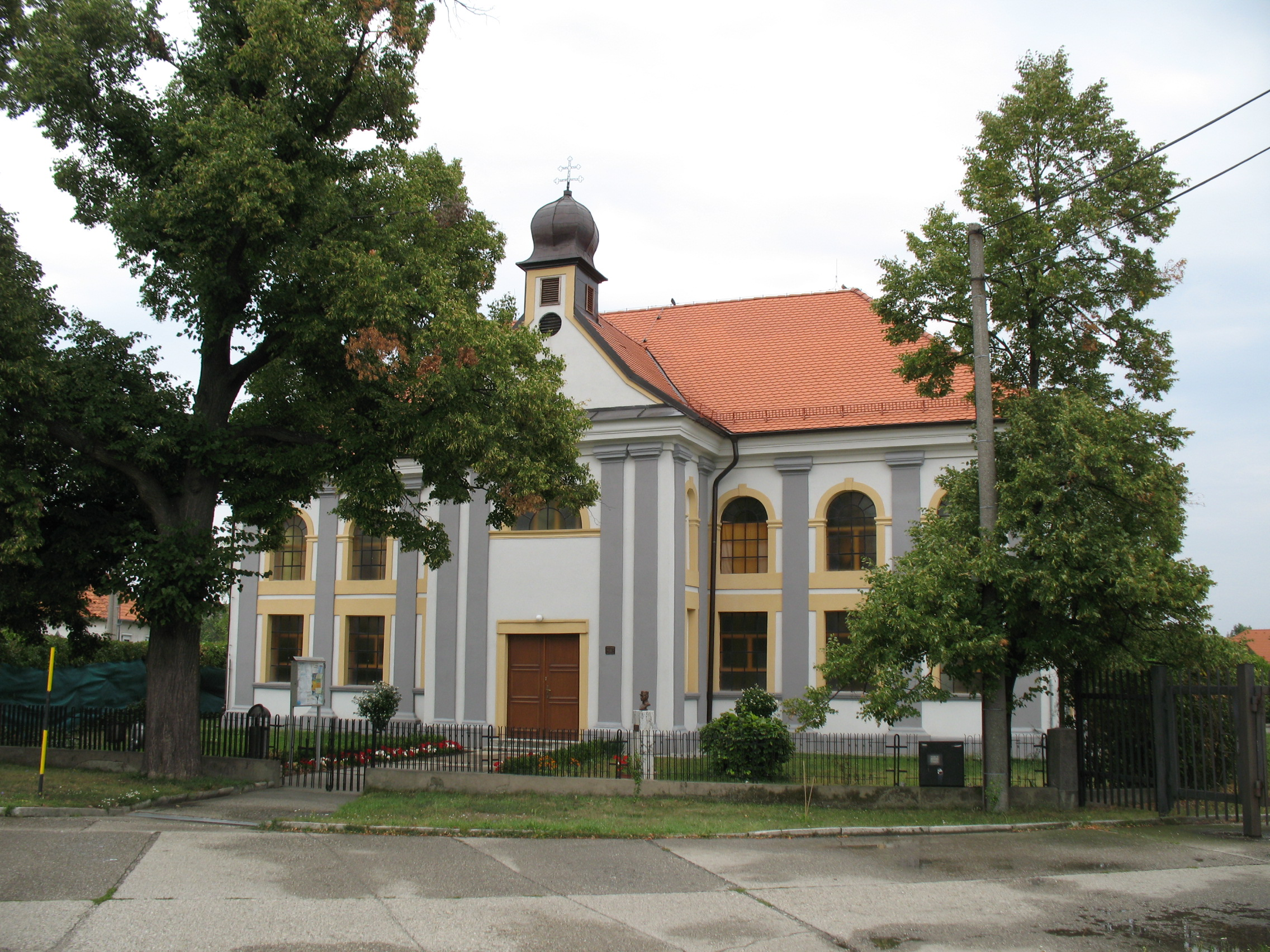
Evangélikus templom

Misérd (szlovákul Nové Košariská, németül Mischdorf) korábban önálló falu, ma Dénesdtorcsmisérd (Dunajská Lužná) község része Szlovákiában, a Pozsonyi kerületben, a Szenci járásban.

## Fekvése
Pozsony központjától 13 km-re délkeletre, a Csallóközben, a Misérdi-tó (tavak) partján fekszik, közel a Pozsony–Komárom-vasútvonalhoz. Ma az egykori Dénesd és Torcs helységekkel együtt alkotja Dénesdtorcsmisérd községet, melynek központjától 2,5 km-re északkeletre található.

## Története

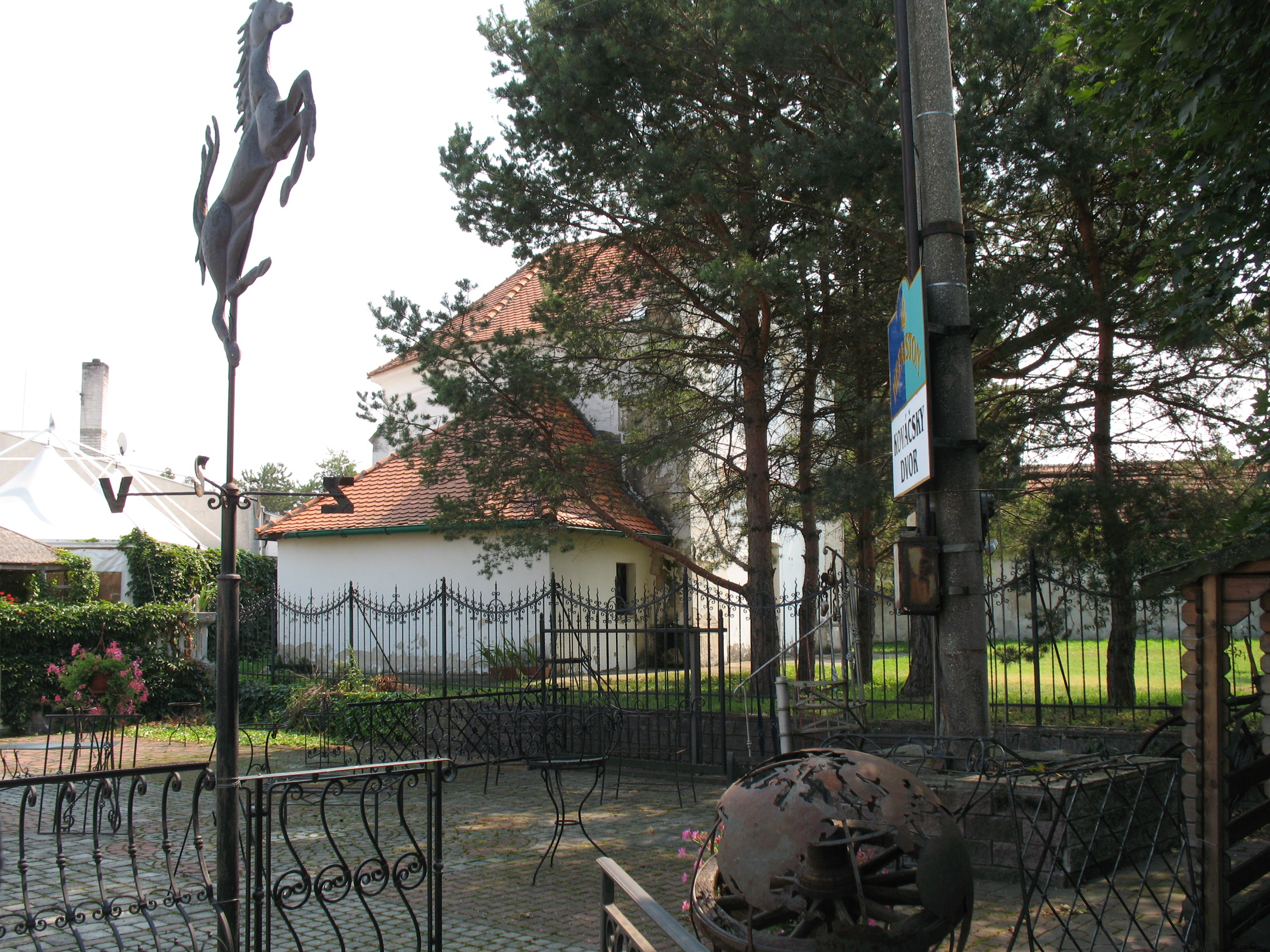

A falu területén már a korai vaskorban állt egy hallstatti kultúrához tartozó település, melynek temetőjét az 1960-as években tárták fel. Központi részén fejedelmi sírt találtak egyedülállóan gazdag kerámia mellékletekkel.
A középkori település a hagyomány szerint a Dunához közelebb feküdt. A falu a 13. században már létezett, hiszen ekkor már temploma is megvolt. 1206-ban említik először. 1294-ben az akkor puszta helyet III. András király Hertlin pozsonyi bírónak adta. 1332-ben a pápai tizedjegyzék "Misser" néven említi. 1356-ban említik Péter nevű plébánosát. 1553-ban Serédy Gáspár, Mérey Mihály és Farkas Ignác a birtokosai. 1647-ben részben a Kerekes család, részben az éberhardi uradalom birtoka. Később birtokosai a Maholányi, Pálffy, Balassa és Apponyi családok voltak.
Vályi András szerint „MISERDI. Misdorf. Magyar, és német falu Posony várm. az Eberhárdi Urasághoz tartozik, lakosai katolikusok, és evangelikusok, fekszik é. Püspöky, n. k. Dienestinek szomszédságokban, d. az öreg Duna keríti határját, melly 3 nyomásbéli, földgyei, réttyei jók, erdőjök is van, lakosai fuvaroznak, és gabonával kereskednek.”
Fényes Elek szerint „Misérd, német falu, Poson vármegyében, a Posontól Somorjába vivő országutban, Posonhoz 2 órányira, Dienesdi mellett. Lakja 185 kath., 498 evang. Van kath. paroch. temploma, evang. anyaszentegyháza, vendégfogadója. Termékeny jól mivelt határa mindent gazdagon terem; erdeje is van. F. u. az eberhardi uradalom.”
Pozsony vármegye monográfiája szerint „Misérd, kisközség a Felső-Csallóközben, 90 házzal és 567 német és magyar lakossal, a kik között azonban a németek többségben vannak. Vallásuk róm. kath. és nagyobb számban ág. evangélikus. Körjegyzőségi székhely. Az itt elterjedt hagyomány szerint a község hajdan nehány kilométerrel közelébb feküdt a nagy Dunához, mint ma, t. i. az u. n. Friedhof-Garten dűlő helyén. Első írott nyomaival 1206-ban találkozunk és ekkor, valamint 1216-ban Misde és Miser néven van említve. Ősidők óta megült hely, mire a határában levő pogány kori őrdombok mutatnak. A lakosok ezeket kuruczdomboknak nevezik. 1294-ben puszta, néptelen hely volt és Pozsony vár tartozéka, melyet III. Endre Herculinus pozsonyi bírónak adományozott. Úgy látszik azonban, hogy ekkortájt még más birtokosa is volt, mert 1302-ben Homorói Jakab a maga birtokát Hertlin pozsonyi bírónak adja el, a ki kétségkívül azonos az előbb említettel. 1349-ben a pozsonyi káptalan ismét egy pozsonyi bírót, Jakab nevűt, iktat e község birtokába. Az 1553-iki összeírás szerint Miserdy faluban Serédy Gáspár 5, Mérey Mihály 3 és Farkas Ignácz 2 portával bír. 1647-ben részben a Kerekes család birtoka, részben Éberhard várának tartozéka volt. A mult század elején az Apponyiak, a Pálffyak, a Maholányiak, és a Balassák voltak az urai. Kath. templomát Pázmány a régiek között említi. 1390-ben is mint rég fönnálló templom szerepel. 1735-ben és 1773-ban átalakították, de 1852-ben leégett. Ma a templomnak csak románstilű szentélye van kis templommá átalakítva. Az evangélikus templom 1814-ben épült. A községben van posta és vasúti állomás; távírója Püspöki.”
A trianoni békeszerződésig Pozsony vármegye Somorjai járásához tartozott. Az első bécsi döntés nem érintette. 1974. január 1-jén egyesítették a szomszédos Dénesd és Torcs községekkel.

## Népessége
1910-ben 560 lakosából 383 fő német, 173 magyar és 4 szlovák anyanyelvű volt.
2001-ben Dénesdtorcsmisérd 2932 lakosából 2640 fő szlovák és 196 magyar volt.
2011-ben Dénesdtorcsmisérd 4482 lakosából 4023 szlovák, 214 magyar, 45 cseh, 22 német, 17 cigány, 14 lengyel, 10 ukrán, 8 morva, 7-7 szerb és bolgár, 4 orosz, 3 ruszin, 2 horvát, 1 zsidó, 18 más és 87 ismeretlen nemzetiségű volt.
2021-ben Dénesdtorcsmisérd 7622 lakosából 6581 szlovák, 246 magyar, 9 ruszin, 6 cigány, 277 egyéb és 503 ismeretlen nemzetiségű volt.

## Neves személyek
- Itt született 1809. március 14-én Czilchert Róbert orvos, a francia akadémia és több más tudós társaság tagja.
- Itt született 1810-ben Forster János jószágkormányzó.
- Itt született 1851-ben Rakssányi Gyula főmérnök Budapesten.
- Itt szolgált Heiller Károly apát-kanonok, választott püspök.
- Itt szolgált Laky János teológiai doktor, római katolikus plébános és alesperes.
- Itt szolgált Ürge Ignác lazarista szerzetes és hittérítő Kínában.

## Nevezetességei

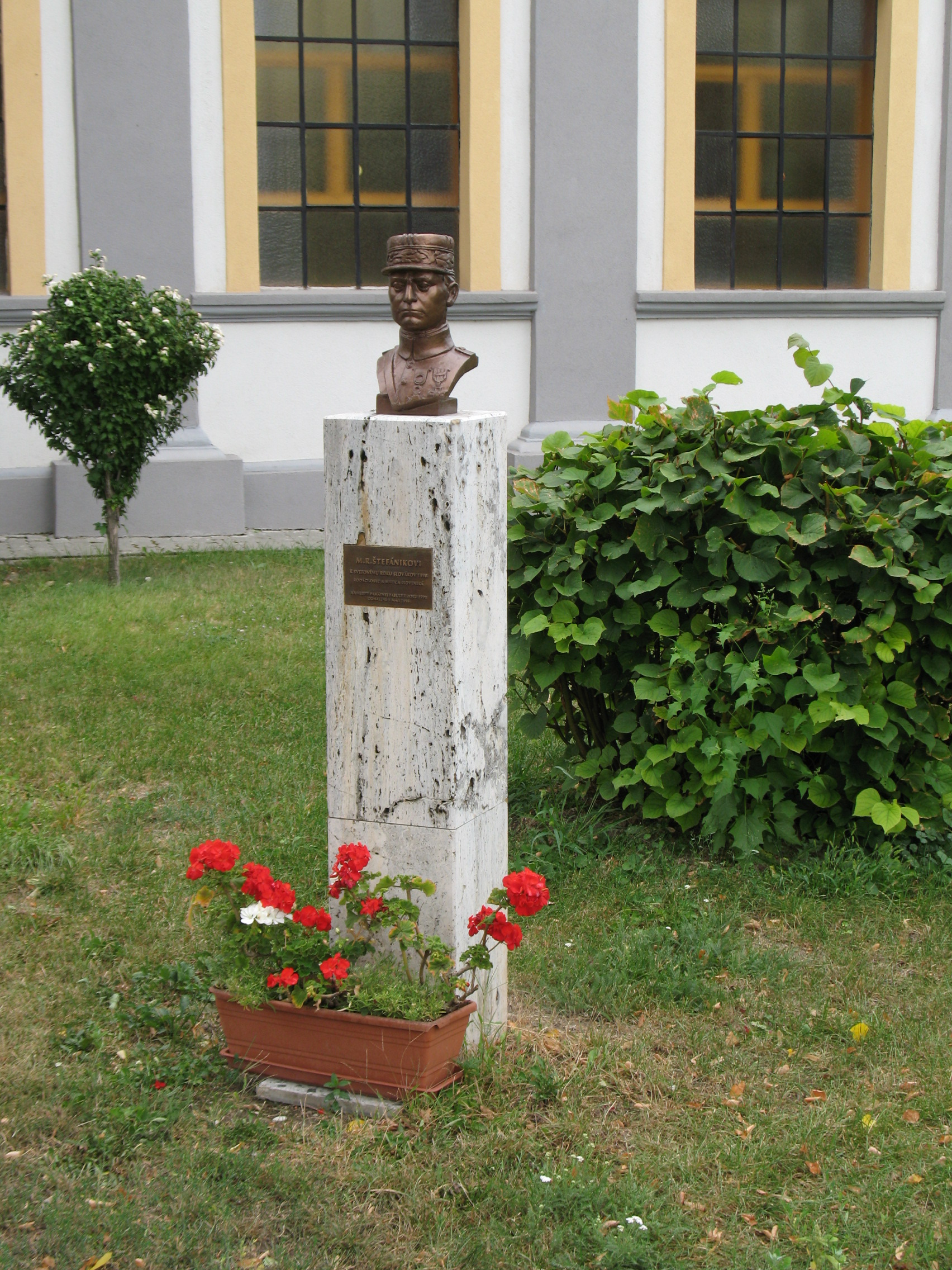
Milan Rastislav Štefánik szlovák diplomata mellszobra

- Szent Márton tiszteletére szentelt kápolnája helyén eredetileg a 13. században épült templom állt, melyet 1770-ben barokk stílusban építettek át. A templom 1854-ben az egész faluval együtt leégett. Ezután épült fel a ma is látható kápolna.
- Evangélikus temploma 1814-ben épült klasszicista stílusban.

## Külső hivatkozások
- A község hivatalos oldala
- Községinfó
- Misérd Szlovákia térképén